# 不日成婚2
《不日成婚2》（英語：Ready or Rot）是2023年香港愛情喜劇片，由陳茂賢執導，陳家樂、衛詩雅、朱栢康、談善言、岑珈其及楊偲泳主演，是2021年電影《不日成婚》的續集，2023年11月30日公映。

## 劇情
承接上集，阿佳（陳家樂飾）和可怡（衛詩雅飾）有情人終情眷屬，開始步入談婚論嫁的階段，此時阿佳母親（金燕玲飾）返港，佳母與可怡甫見面就產生衝突；另一方面，灰熊（朱栢康飾）與妻子Jenny（談善言飾）的婚姻生活，因為各自的小秘密影響而陷入低潮；而阿健（岑珈其飾）與女友Jessica（楊偲泳飾）交往，女方意外懷孕，阿健卻突然陷入躊躇，苦惱於養育子女的煩惱。
三對共患難同甘共苦的伴侶好友，面對各自的難題，又會如何面對和解決？

## 演員
- 陳家樂 飾 何樂佳（阿佳）
- 衛詩雅 飾 曾可怡
- 朱栢康 飾 灰熊
- 談善言 飾 Jenny
- 岑珈其 飾 鄭偉健
- 楊偲泳 飾 余詩詠（Jessica）
- 金燕玲 飾 阿佳母親
- 邵音音 飾 可怡的婆婆
- 白只 飾 Jacky
- 關智斌 飾 私家偵探
- 梁雍婷 飾 樂華噴火龍
- 馮勉恒 飾 Jenny父親
- 谷德昭 飾 Jessica父親
- 徐浩昌 飾 酒店職員
- 廖子妤 飾 按摩師孖八
- 朱栢謙 飾 阿健父親
- 黃溢濠
- 劉若寶 飾 Jacky舊同學
- 林千渟 飾 婚禮策劃師
- 周家怡 飾 婦科醫生
- 崔潔彤 飾 護士
- 余逸思 飾 Jenny同事Jacky
- 韋羅莎 飾 Samantha（十蚊花）
- 羅家英 飾 袁總
- 田啟文 飾 法官
- 胡楓 飾 九叔俱樂部榮譽會長
- 迪C 飾 酒樓員工
- 戴妙珊 飾 曾可怡同事

## 獎項
| 年份 | 頒獎典禮                       | 獎項               | 入圍者 | 結果 |
| ---- | ------------------------------ | ------------------ | ------ | ---- |
| 2024 | 2023年度香港電影編劇家協會大獎 | 年度最佳電影角色獎 | 衛詩雅 | 提名 |
| 2024 | 第42屆香港電影金像獎           | 最佳女主角         | 衛詩雅 | 提名 |
| 2024 | 第42屆香港電影金像獎           | 最佳女配角         | 金燕玲 | 提名 |

## 備註
1. ↑  截至2023年12月31日

## 外部連結
- 不日成婚2的Facebook專頁
- 不日成婚2的Instagram帳戶
- 香港影庫上《不日成婚2》的資料（繁體中文）
- 豆瓣电影上《不日成婚2》的資料 （简体中文）
- 互联网电影数据库（IMDb）上《不日成婚2》的资料（英文）